# 中環

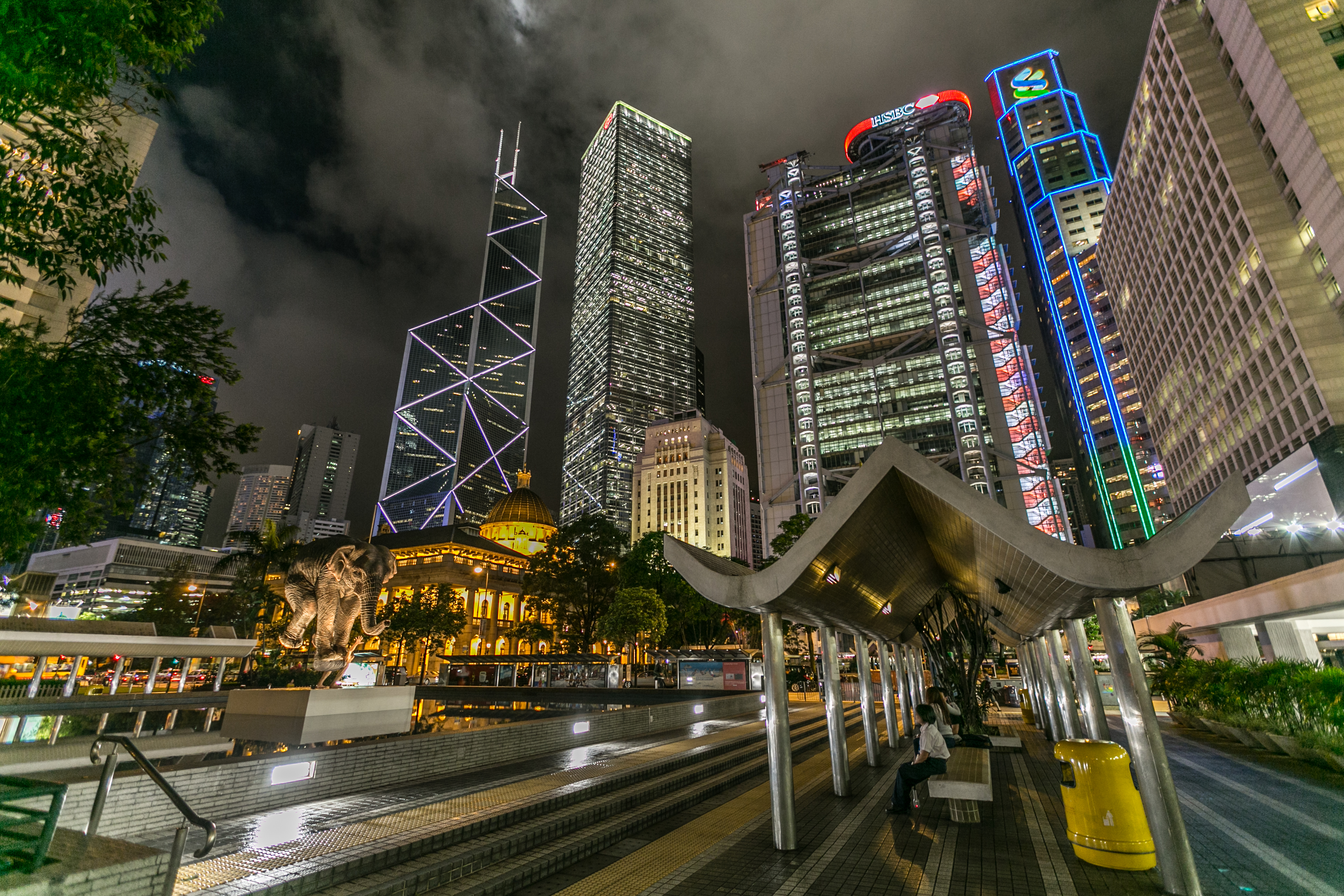
香港中環夜景

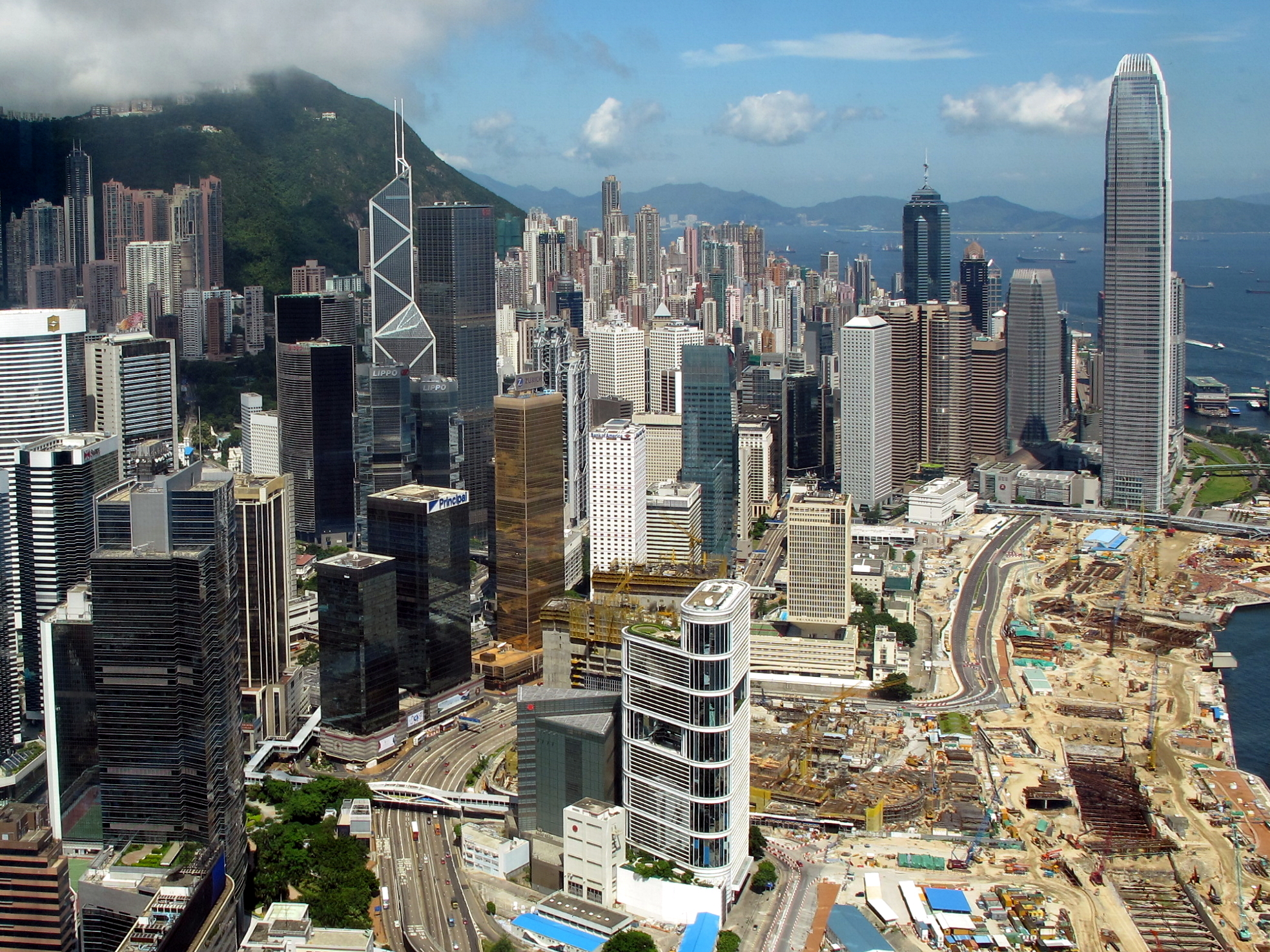
2010年從灣仔望向中環

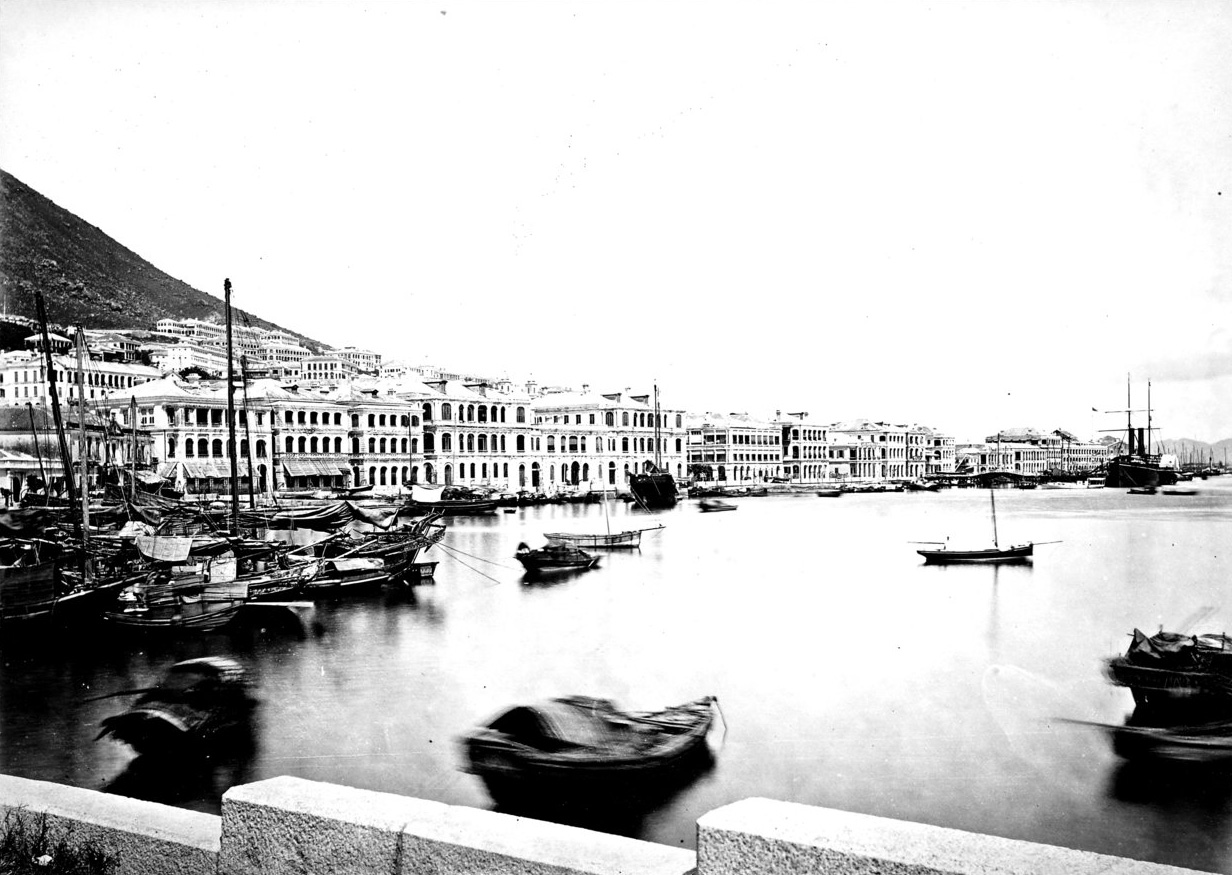
1870年代的中環海傍

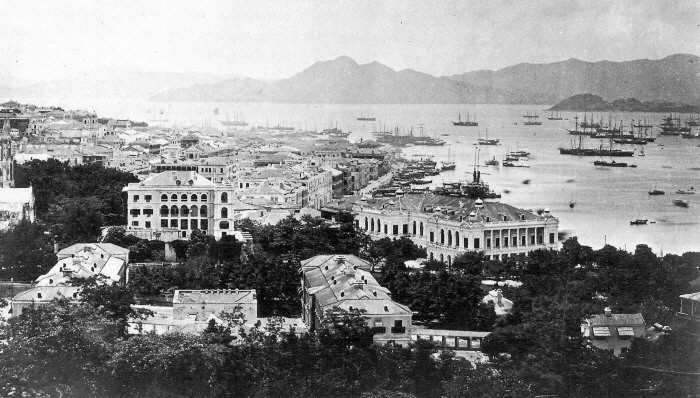
1895年俯瞰中環海傍建築

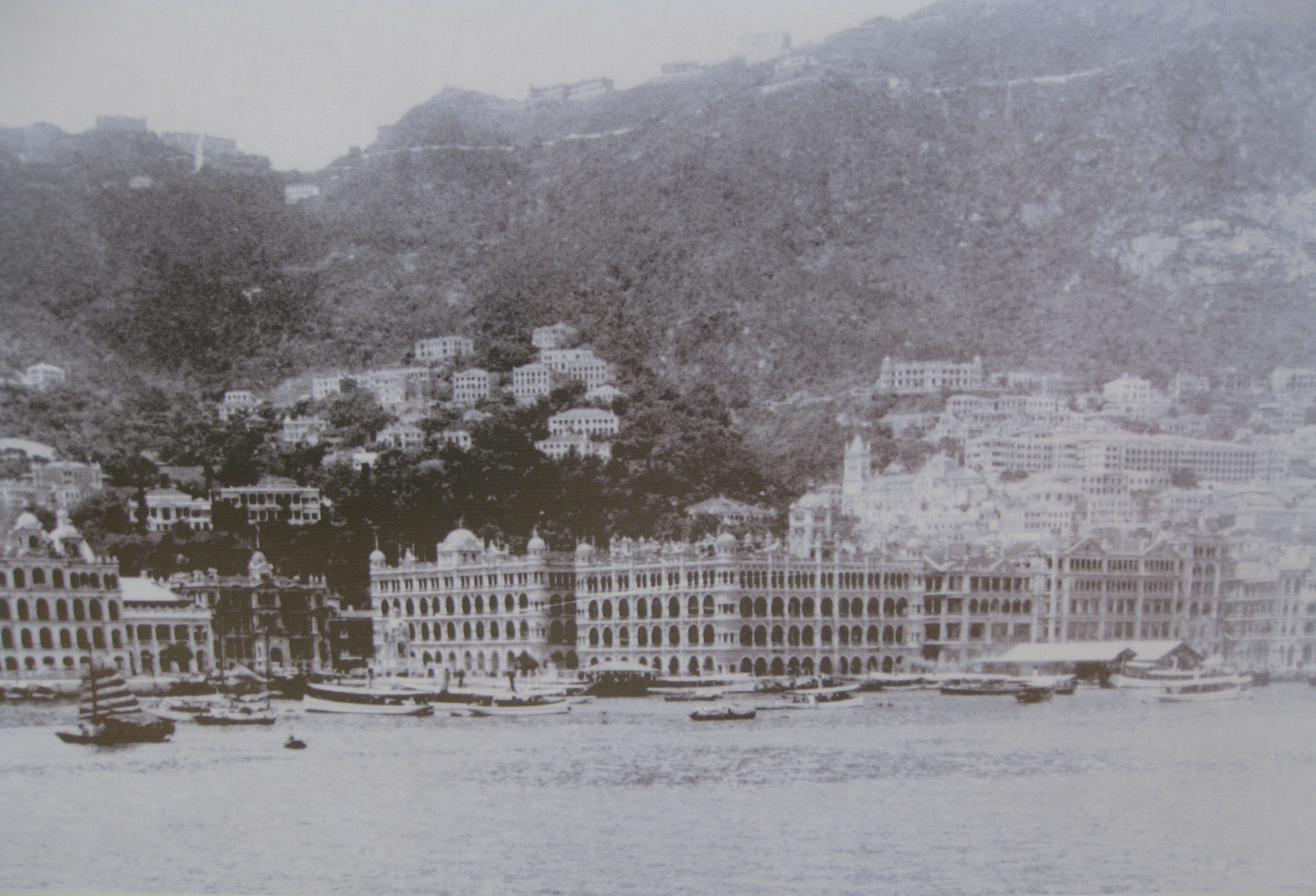
1910年中環沿岸，圖中可見第一代太子大廈

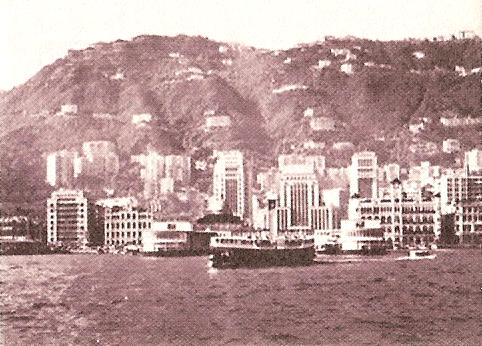
1950年代中環沿岸

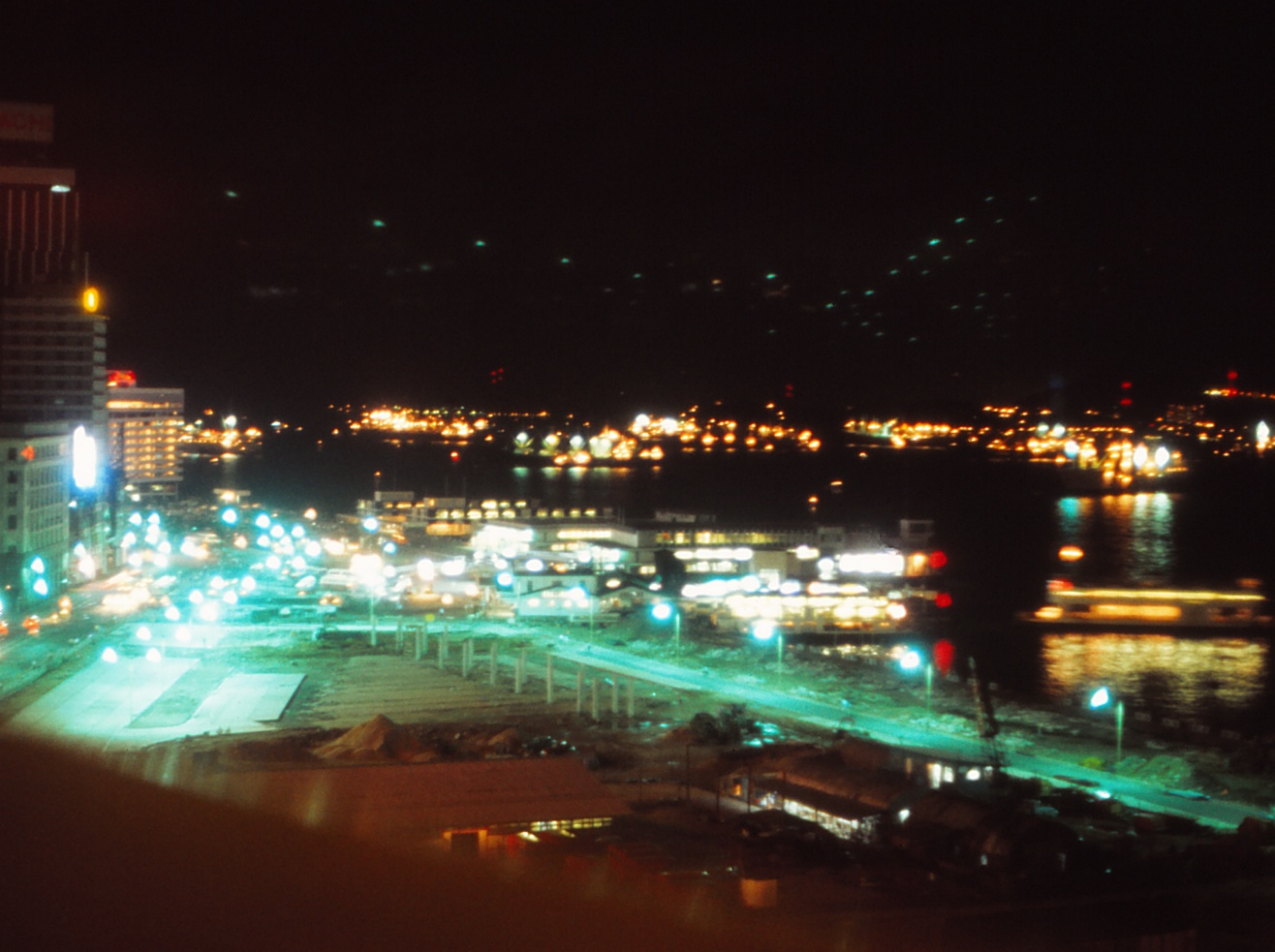
1971年中環港外線碼頭夜景

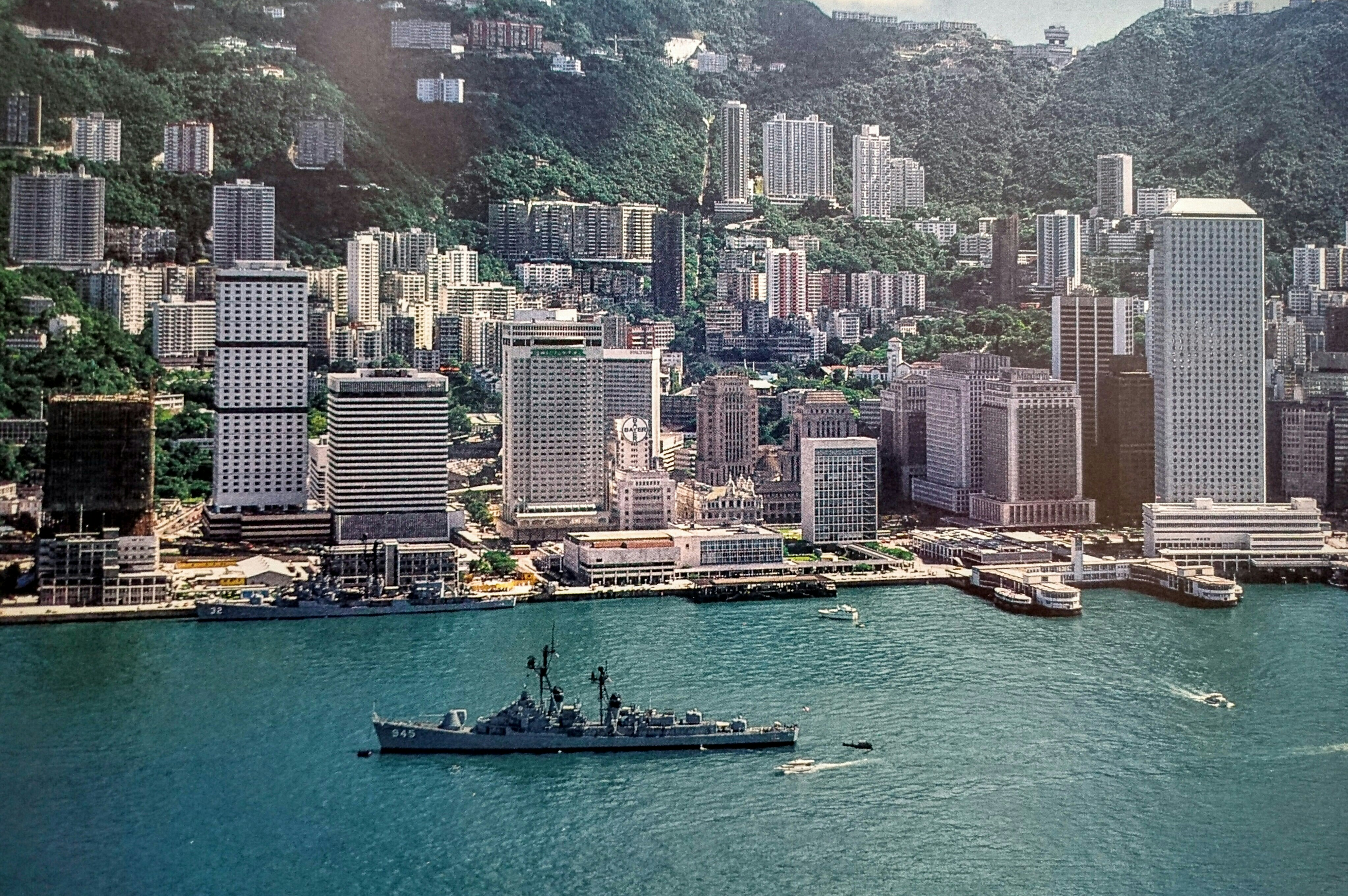
1978年的中環

中環，又稱中區，位於香港島西部，是香港重要的商業中心及政治中心，具有重要的戰略地位。
香港交易所、多家大型銀行、跨國金融機構及外國領事館总部都設在中環。香港的終審法院、禮賓府（前港督府）以及全香港第二高建築物國際金融中心二期以及太平山也位於中環。香港特別行政區政府總部、立法會綜合大樓和解放軍駐港部隊中環軍營則位於鄰近中環的金鐘添馬。中環也是香港最多商業活動的地區之一。
中環也是香港的交通樞紐，是四條港鐵路線的交匯點，其中機場快綫通往赤鱲角香港國際機場。中環天星碼頭有頻繁渡輪橫越維多利亞港往來尖沙咀，港外線碼頭有定期航班往來離島。
唯近年寫字樓租戶在選址上漸萌「去中環化」的念頭，證監會於2020年退租長江集團中心，遷往到鰂魚涌太古坊，而許多大型跨國企業及金融機構的辦公室亦由中環遷到鰂魚涌太古坊及太古城，金融機構如安永、法國巴黎銀行、加拿大皇家銀行、寶盛集團、Amundi、安盛等，跨國企業如LVMH、Facebook等。

## 名稱
中環之名源於19世紀時香港華人對香港島北岸城區的通俗分區「四環九約」，「中環」為其中一環；至於英屬香港政府對維多利亞城的官方分區，則可分爲東、中、西三區，中環之地即「中區」。在此之後雖然中區的界線略有變化，但其核心區域一直都是中環一帶；後來香港政府也採納「中環」作爲官方地名，「中環」和「中區」也幾乎成爲同義詞，一般坊間應用多稱「中環」，「中區」則爲行政性的區劃。
1853年創刊的報刊遐邇貫珍，已記載刊物由位於中環的英華書院出版。1866年的《新安縣全圖》，當時的群帶路所標示的位置亦在中環現址相近。因此歷史上，中環屬於維多利亞城的其中一部份。1874年桂文燦編纂的《廣東圖說》同治刊本，當中以群帶路標誌為上環、中環、下環。

## 歷史
中環是香港的心臟地帶，乃香港開埠後最早開發的地區，因而成為香港的商業中心。
在1841年1月英國人登陸港島時作人口統計，當時稱「群大路」的中上環一帶只在有50約人居住，反而位於南部的赤柱有約二千人。不過基於中環鄰近以前還屬於清朝的九龍半島尖沙咀，有攻守之利，而且中環背靠高山而前有深水港，適合船隻航行，最後便率先在中環建立其軍事基地，並迅速興建多條幹道。在今下亞厘畢道的山坡，1841年開埠時已劃為政府專用地段，作為殖民地政府象徵的港督府便座落在政府山的中央位置。
遠在第二次世界大戰前及戰後初期，中環已是當時香港的主要商業中心。由於土地不敷應用，在港督德輔任內（1887年至1891年），中環進行多次填海工程。今日的香港會所、皇后像廣場、前立法會大樓（現為香港終審法院所在地）等，也是當時的填海工程所建成的。
1970至1980年代是中環的全盛時期，當時中環不斷興建摩天大廈，包括各銀行總部。加上金融市場開始興旺，不少香港重要的商業活動均在中環進行，不少香港人都以在中環上班為榮。但由於中環土地即使多次填海都始終不能滿足需要，加上中環的辦公室租金一直居高不下，這個港島的主要商業區便逐漸擴展至分別位處中環東西兩面的金鐘和上環，以及灣仔北岸。不過貴為香港的心臟和金融市場中心，中環的商業活動仍然相當頻繁。
雖然中環至今仍然有多幢歷史建築得以留存，但由於中心商業區的發展重建壓力及政府保育政策的缺失，歷年來中環有不少歷史建築未及得到保育便已經被拆卸或重建，例如第一代的香港大會堂、舊滙豐銀行總行、舊郵政總局、舊香港會會所等。近年政府遷拆中環天星碼頭及皇后碼頭更引起巨大爭議及衝突。2009年時任特首曾廕權提出多項中環歷史建築保育計劃，擬保育中區政府合署東座及中座、前中央警署、前域多利監獄及前裁判司署、中環街市、荷里活道前警察宿舍（英皇書院）等。此外政府亦和香港聖公會基恩小學洽商保育慈幼英文學校建築群。

## 著名地點、街道及建築物

### 地點及街道
- 皇后像廣場
- 香港動植物公園
- 利源東街
- 蘭桂坊
- 荷里活道
- 遮打花園
- 皇后大道中[5]

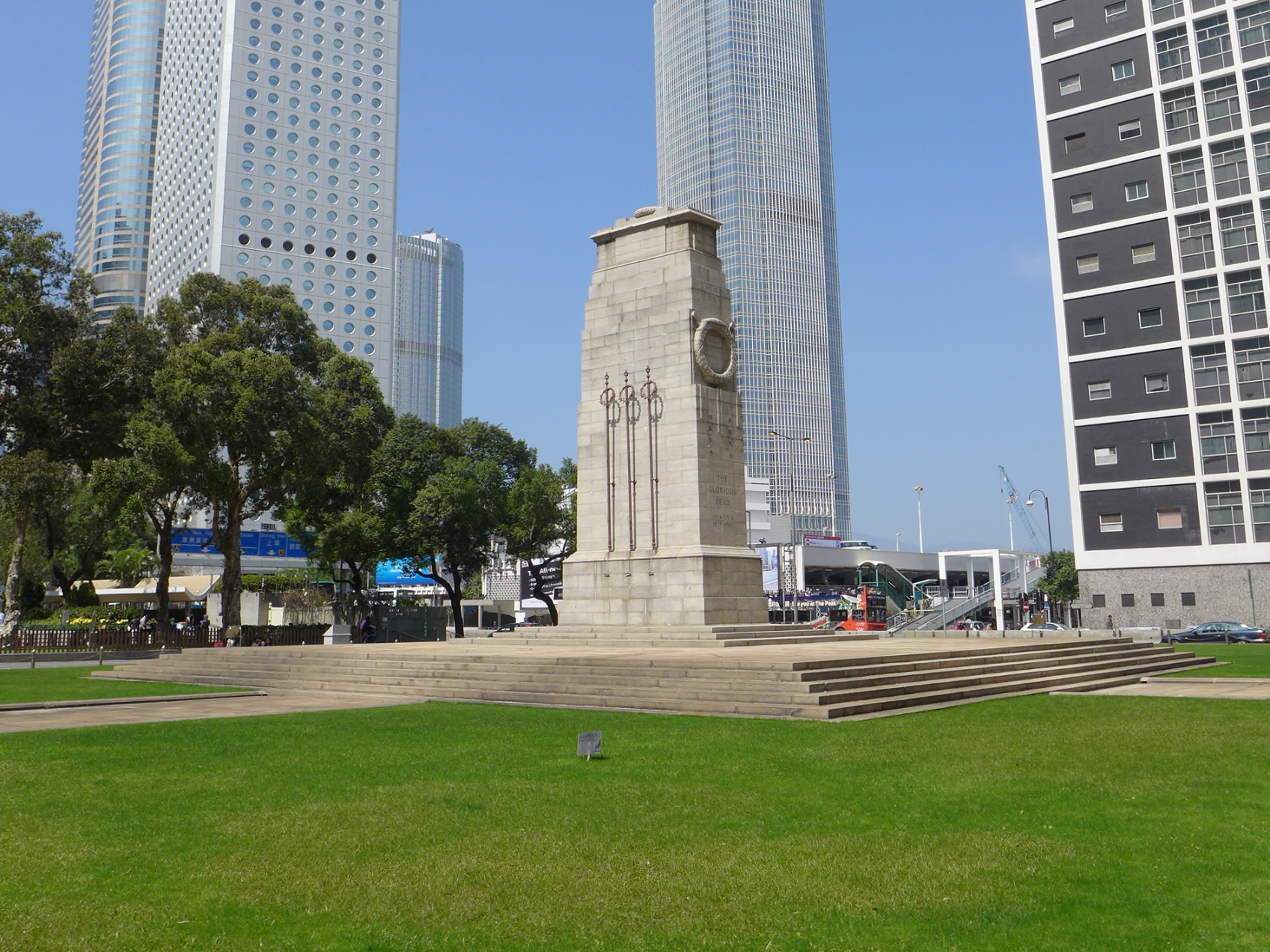
和平紀念碑
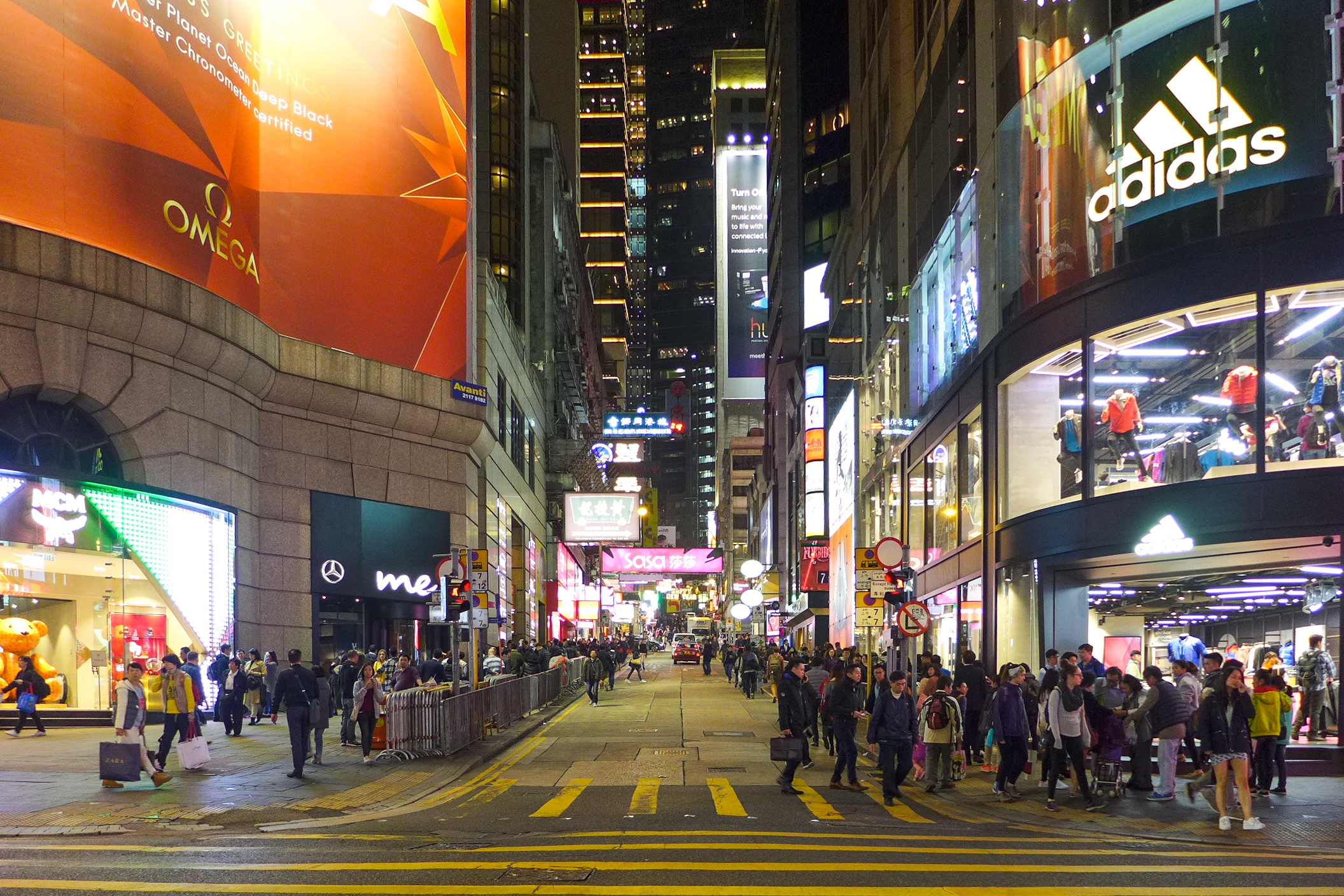
晚上的德己立街
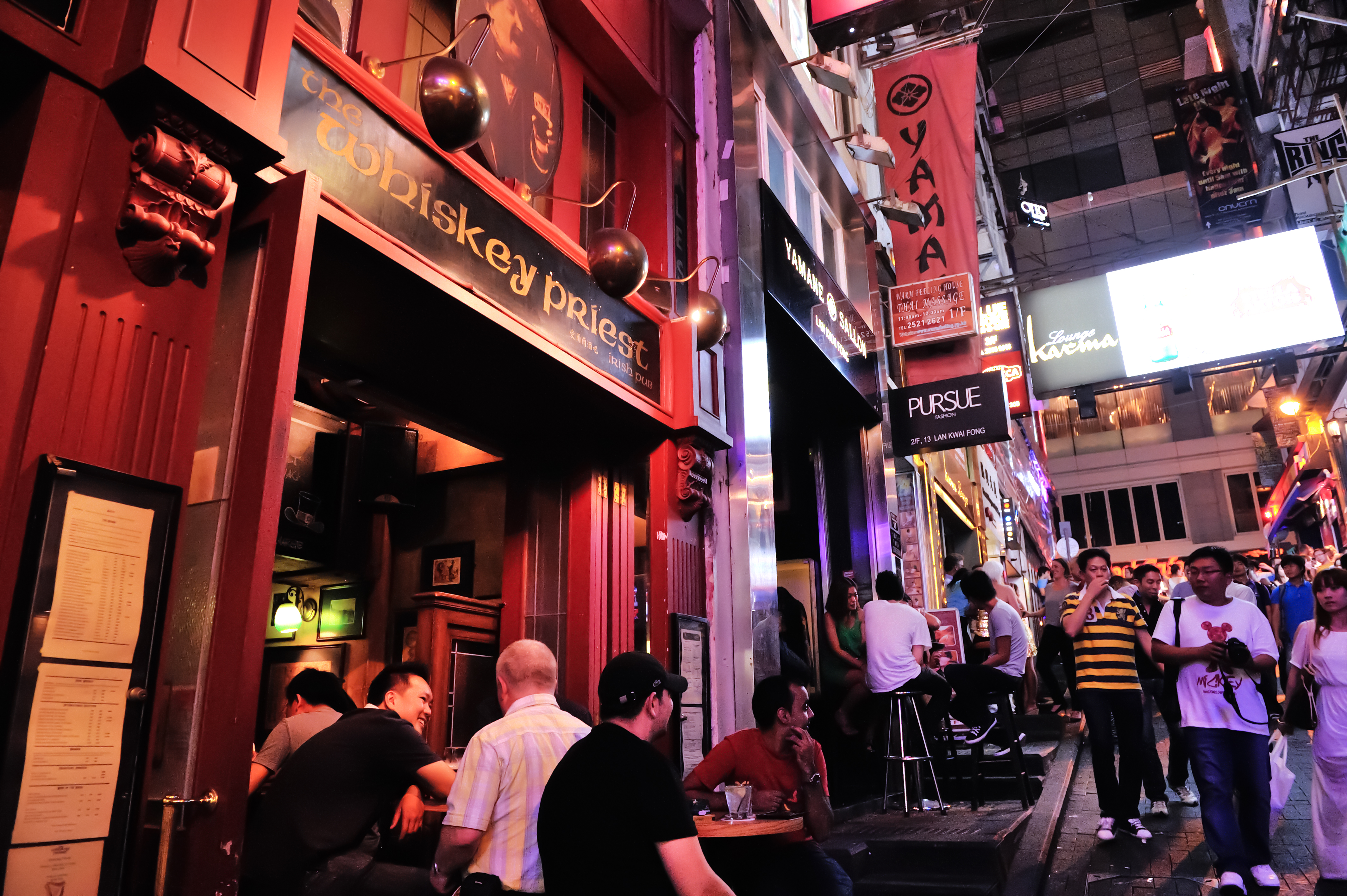
蘭桂坊一帶酒吧林立

### 建築物
- 終審法院大樓
- 香港大會堂
- 香港郵政總局
- 中環街市

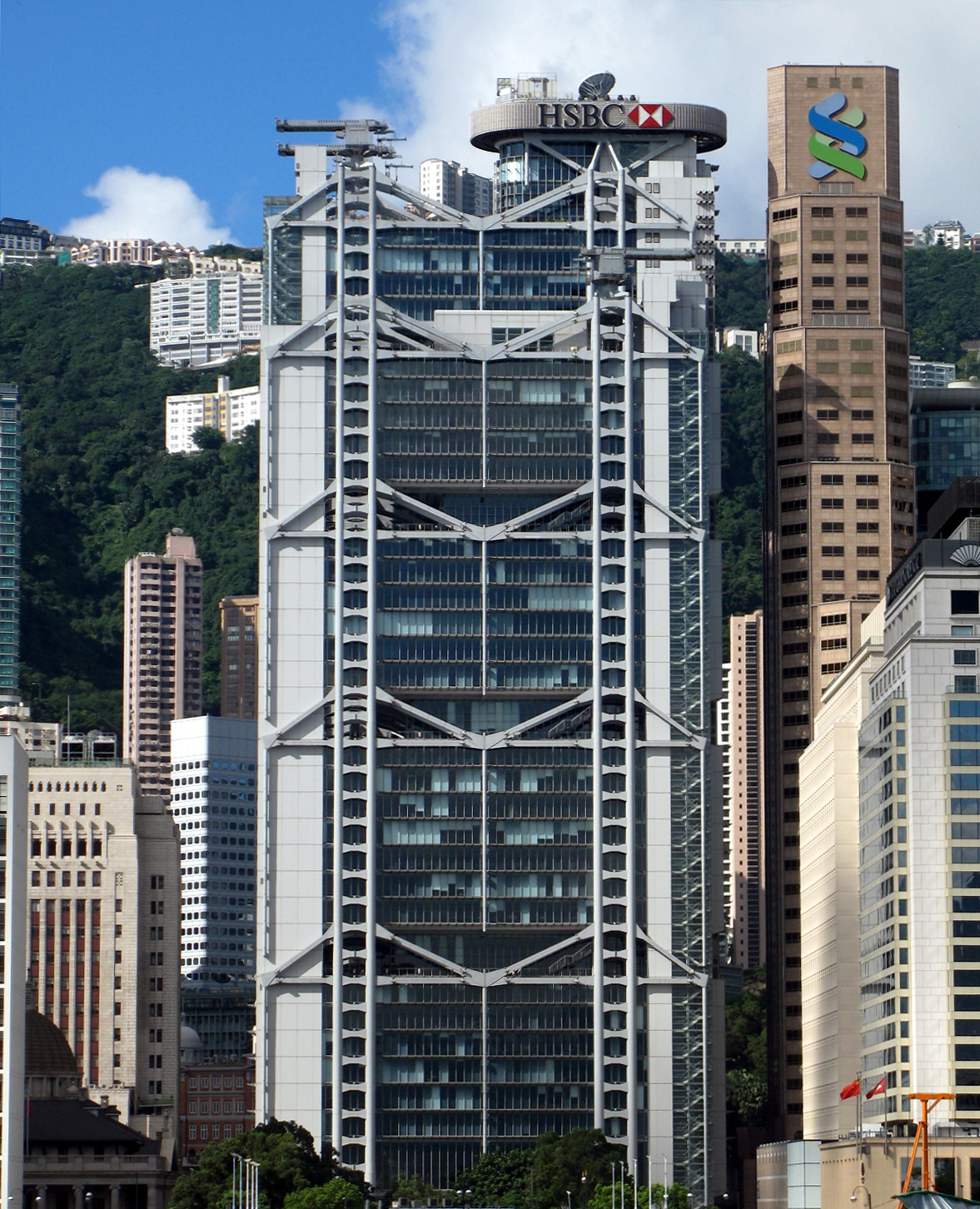
滙豐總行大廈（香港）
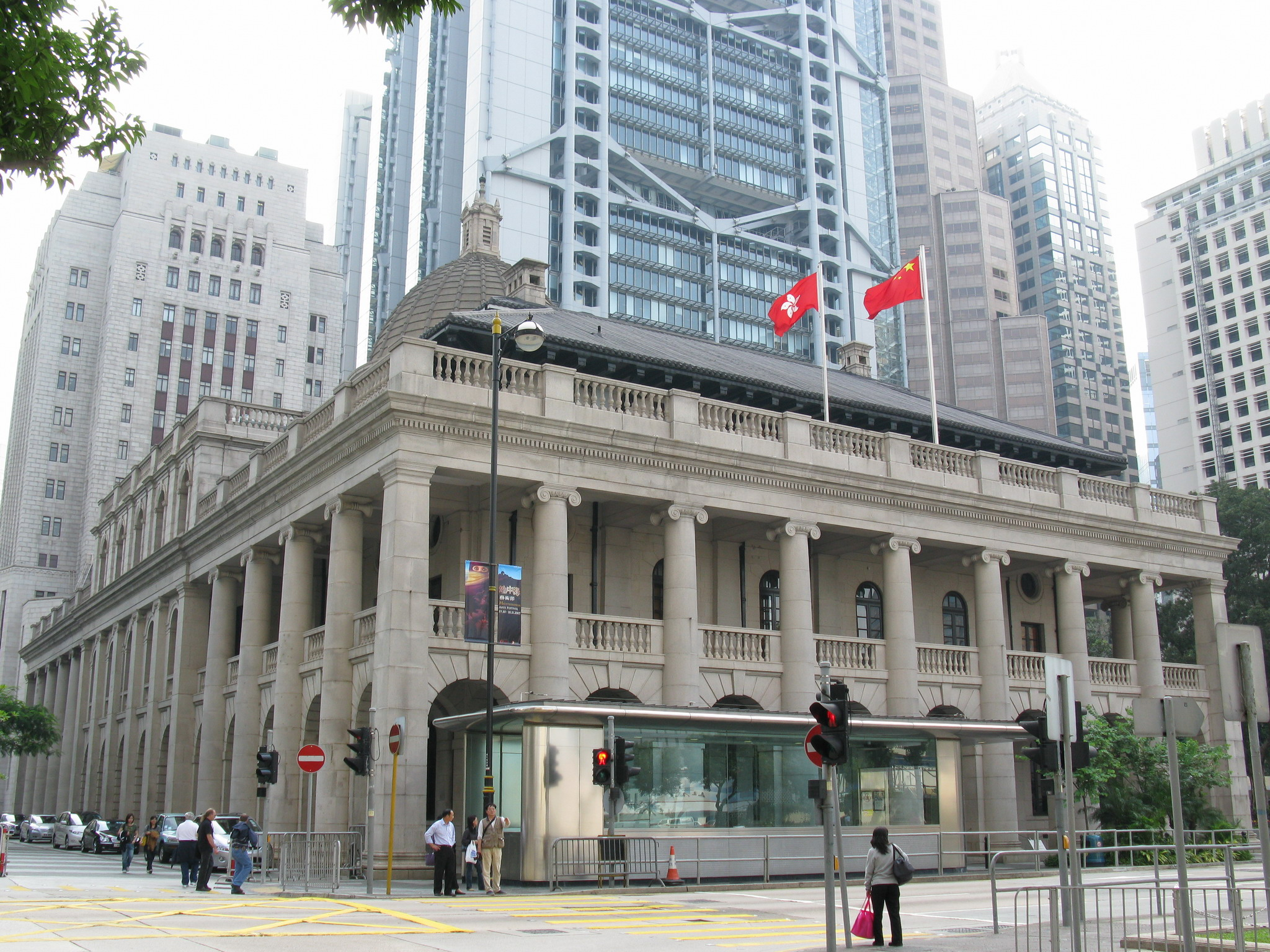
終審法院大樓

- 渣打銀行大廈
- 花園道三號
- 中銀大廈 (香港)
- 中國銀行大廈 (香港)
- 恆生銀行總行大廈
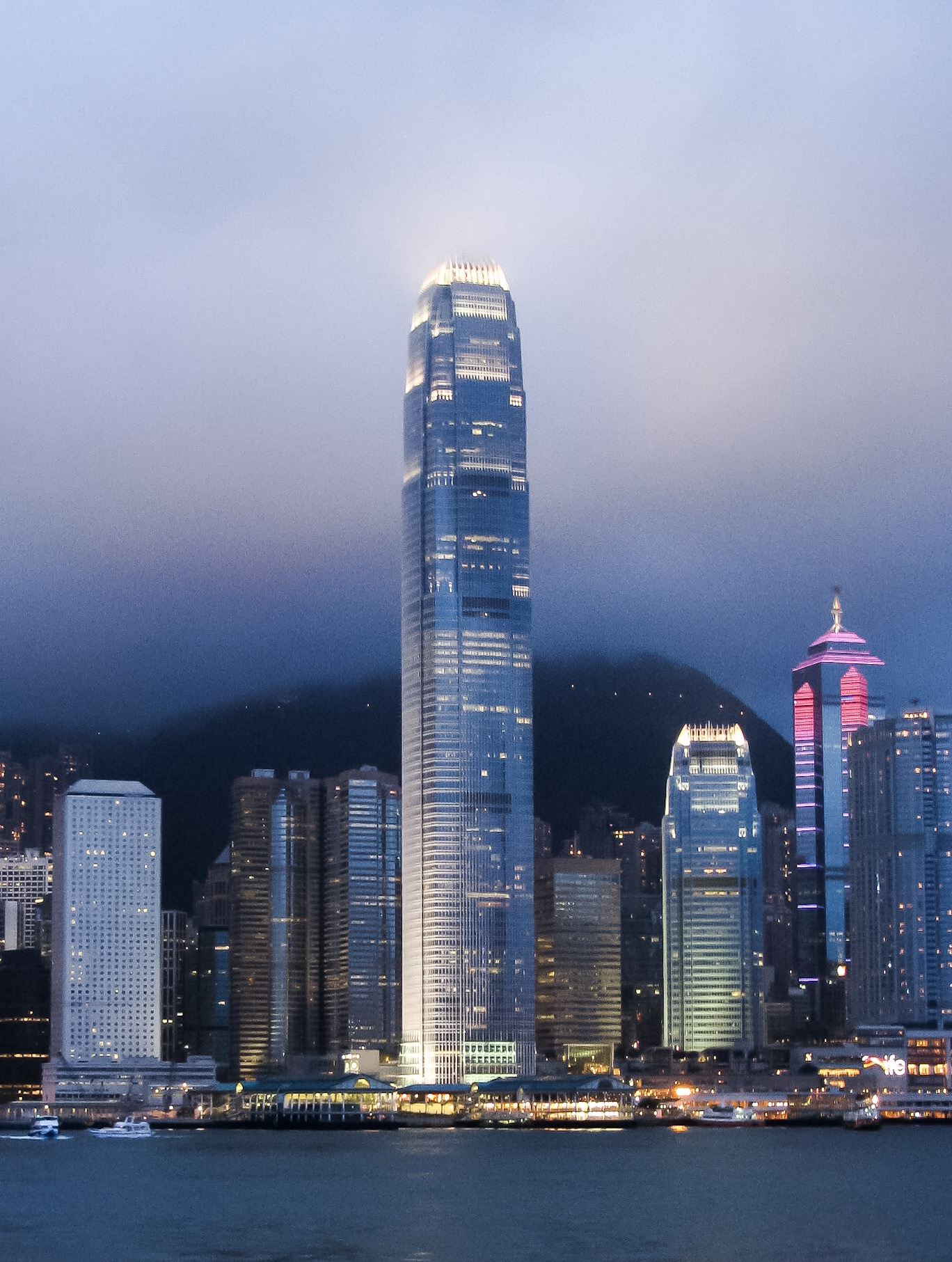
友邦金融中心
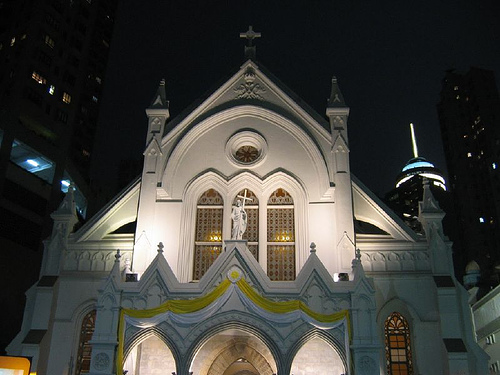
聖母無原罪主教座堂外貌

- 國際金融中心一期、二期（國金、IFC）
- 香港四季酒店
- 怡和大廈
- 置地廣場
- 交易廣場
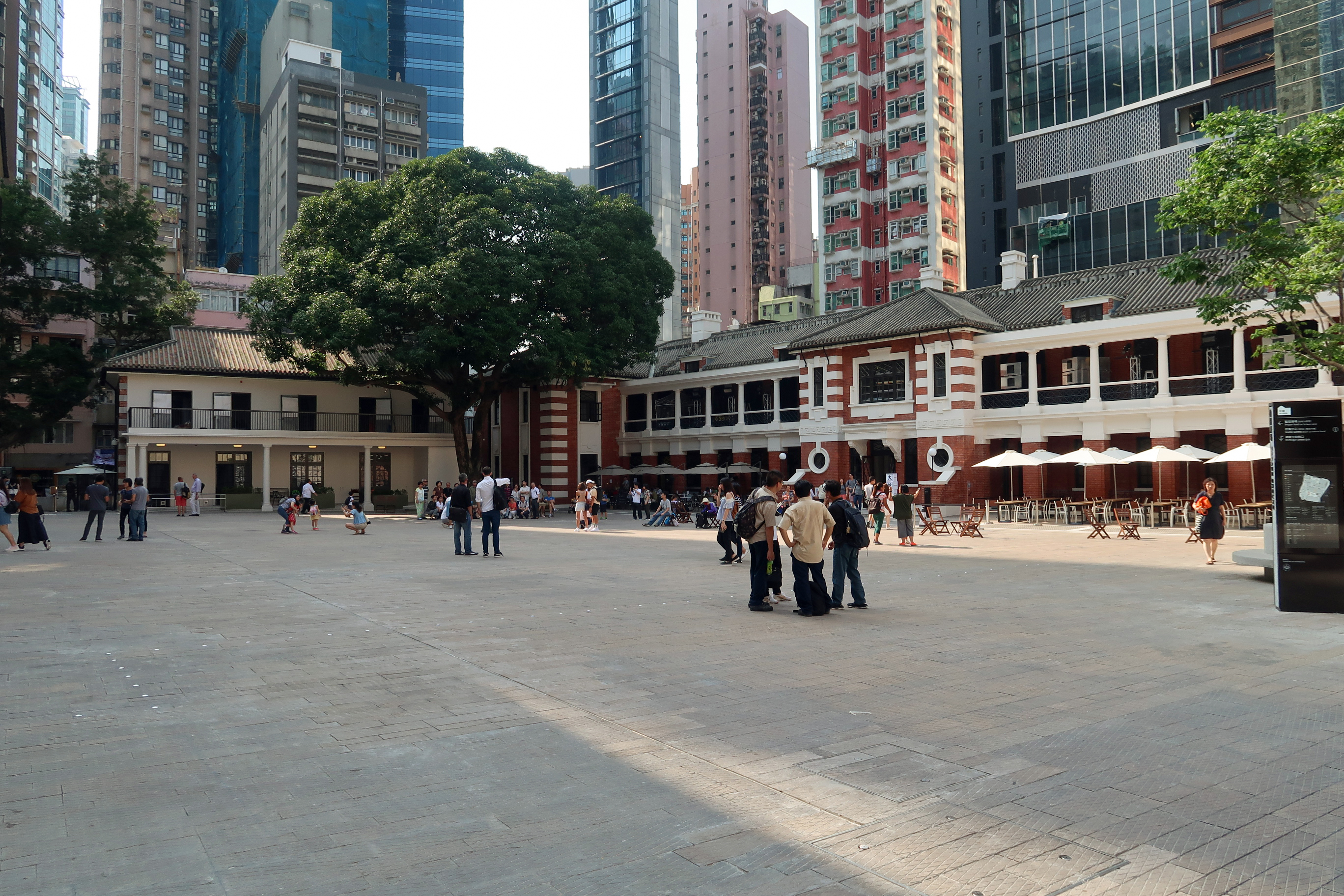
大館
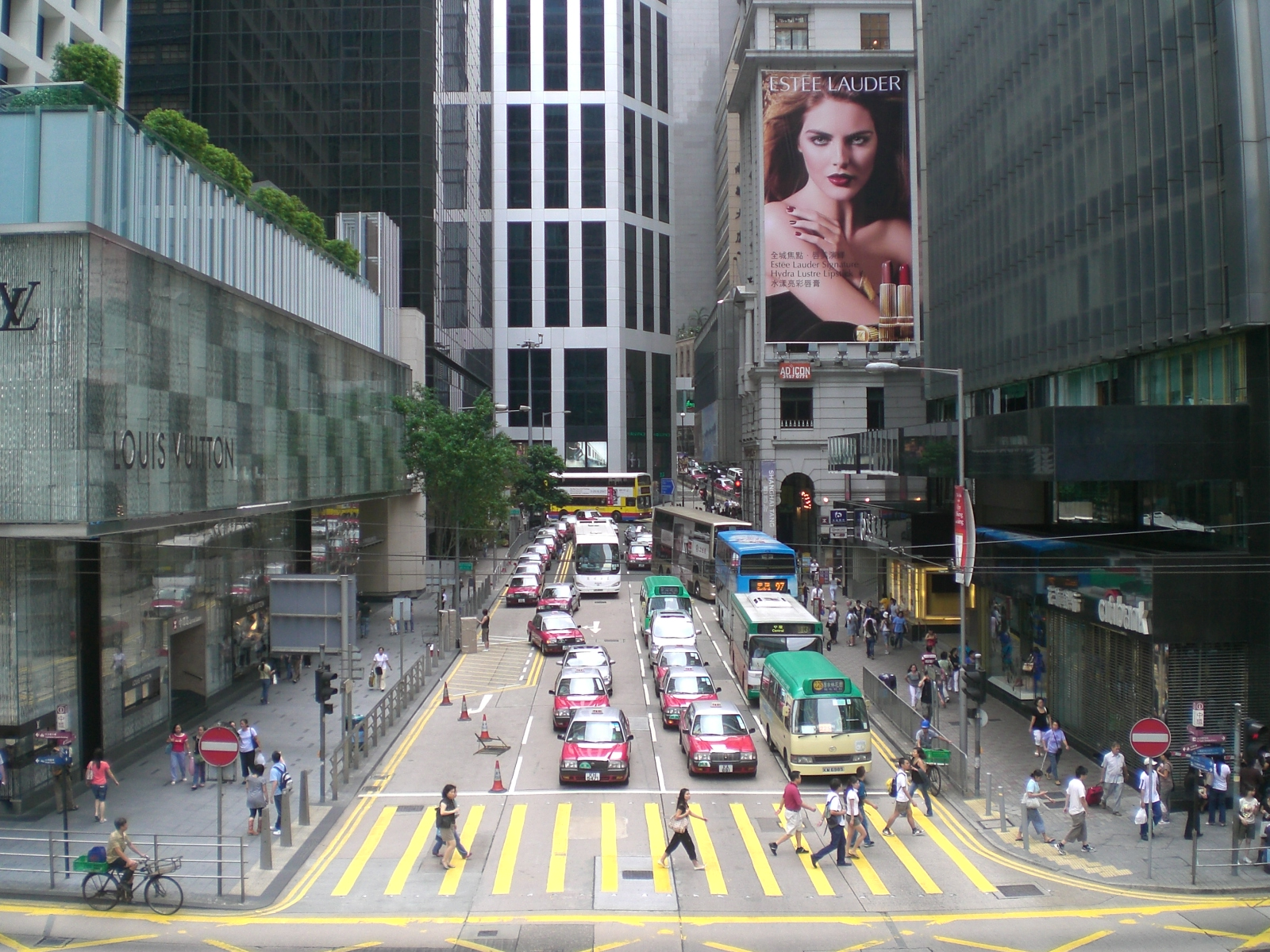
畢打街北段，左為置地廣塲

- 中環中心
- 長江集團中心
- 美國駐香港總領事館
- 香港海事博物馆（中環八號碼頭）
- 律政中心（前政府總部）
- 禮賓府
- 中國人民解放軍駐香港部隊大廈
- 太子大廈
- 約克大廈
- 遮打大廈
- 歷山大廈
- 中建大廈
- 畢打行
- 會德豐大廈
- 萬宜大廈
- 中保集團大廈
- 香港摩天輪

- 滙豐總行大廈
- 終審法院大樓
- 國際金融中心二期
- 聖母無原罪主教座堂外貌
- 大館
- 畢打街北段，左為置地廣塲

### 酒店
- 文華東方酒店
- 置地文華東方酒店
- 四季酒店
- The Murray

### 中學
- 聖若瑟書院
- 聖保羅男女中學
- 高主教書院
- 英華女學校

### 教堂、會堂和廟宇
- 香港聖公會聖約翰座堂
- 香港聖公會會督府
- 香港聖公會聖保羅堂
- 聖母無原罪主教座堂
- 基督科學教會香港第一分會
- 香港佑寧堂
- 香港浸信會

## 交通
作為商業中心區，中環交通極為方便八達。港島綫駛經中環站，荃灣綫以中環站為終點站、東涌綫和機場快綫也以位處中環區的香港站為市區總站，中環站—香港站是一個重要交通樞紐，兩站相連，乘客可通過站內通道在不拍卡出閘情況下在兩站間往來。港島綫穿梭香港島北岸、荃灣綫來往香港島與九龍；東涌綫往返香港島、西九龍、新界荔景、青衣島與大嶼山東涌之間，也可在中途站欣澳站轉乘迪士尼綫；機場快綫為旅客提供市區至香港國際機場的快捷交通工具選擇，前往香港國際機場只需時25分鐘。港鐵亦計劃延長東涌綫至添馬站，接駁將軍澳綫前往將軍澳新市鎮。
巴士方面，干諾道中和德輔道中都有許多巴士路線往來港九新界各區，當中不少更是以中環為總站。香港電車則駛經德輔道中。
渡輪方面，中環近維多利亞港海旁可謂香港渡輪服務交通樞紐，港外線碼頭設有多條航線往來多座離島，包括中環至長洲（新渡輪）、中環至大嶼山梅窩（新渡輪）、中環至愉景灣（港九小輪）、中環至南丫島榕樹灣、南丫島索罟灣和中環至馬灣珀麗灣等等。天星小輪是跨越維多利亞港、往來香港島和九龍的歷史悠久和特色交通工具，中環天星碼頭有頻繁渡輪往來九龍尖沙咀。中環往來尖沙咀航線服務的歷史更可追溯到1870年代的蒸汽船。另外，還有中環至紅磡航線，來往中環碼頭及紅磡碼頭。

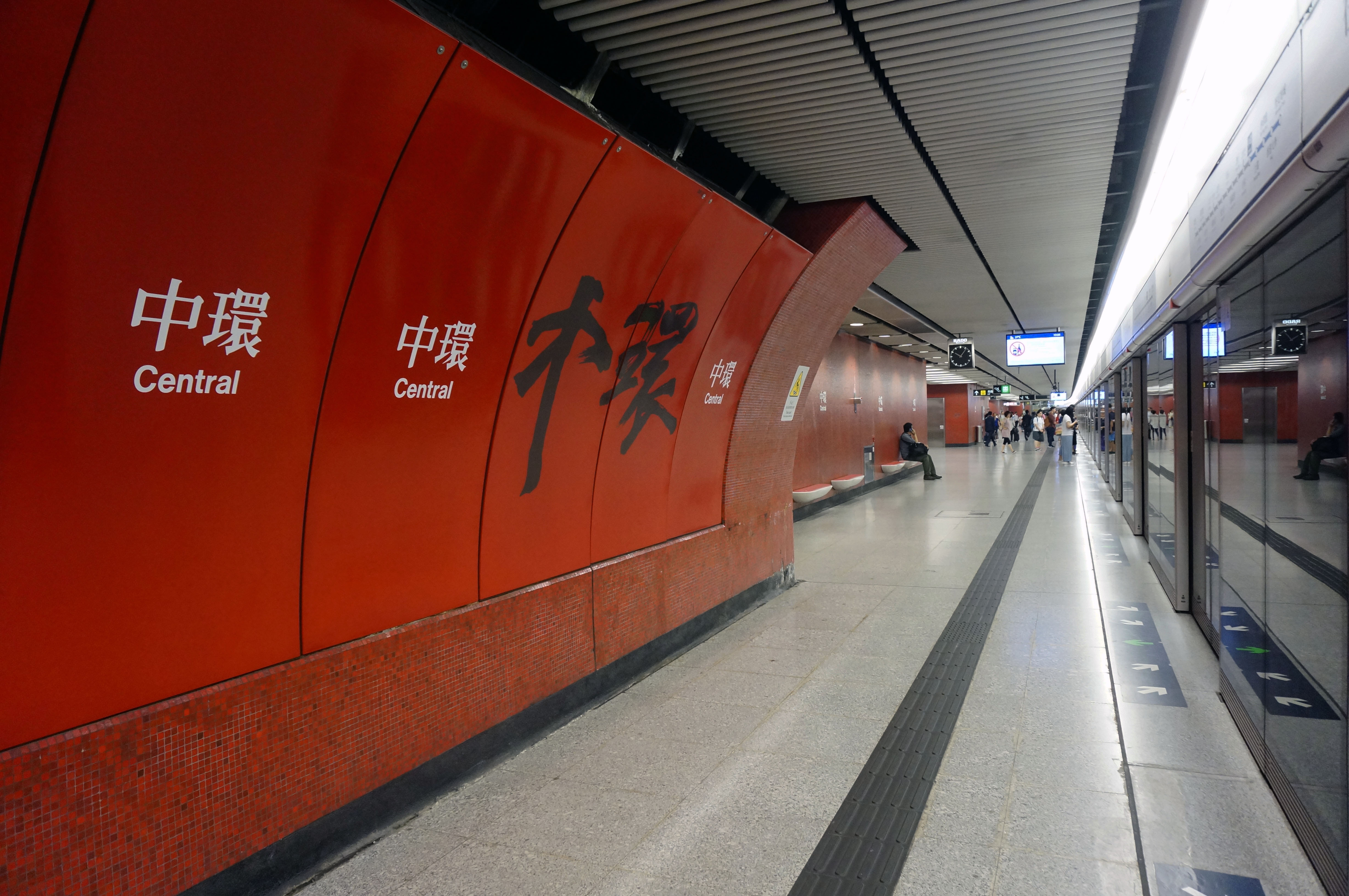
中環站港島綫月台
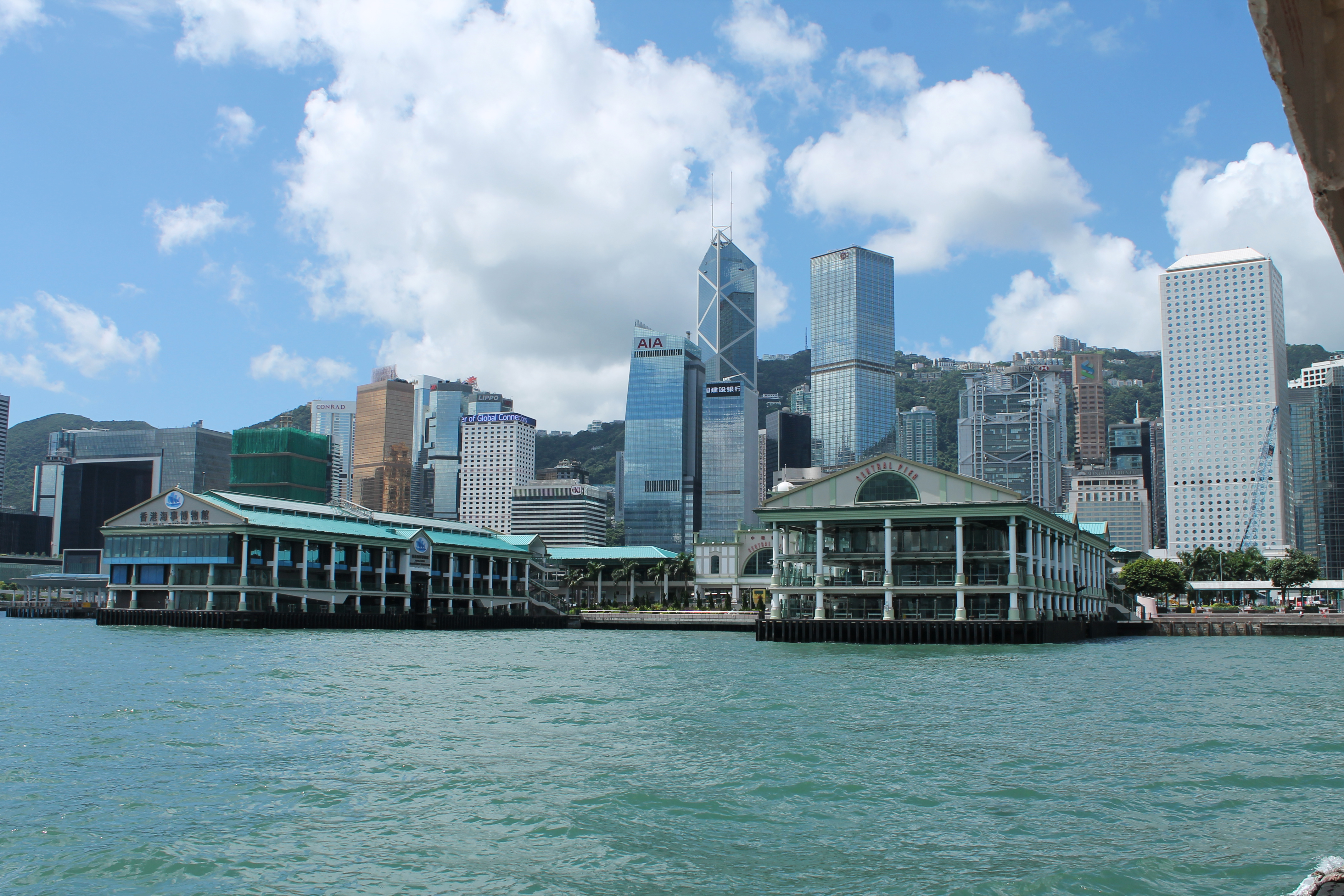
中環天星碼頭（右，往尖沙咀）和香港海事博物館
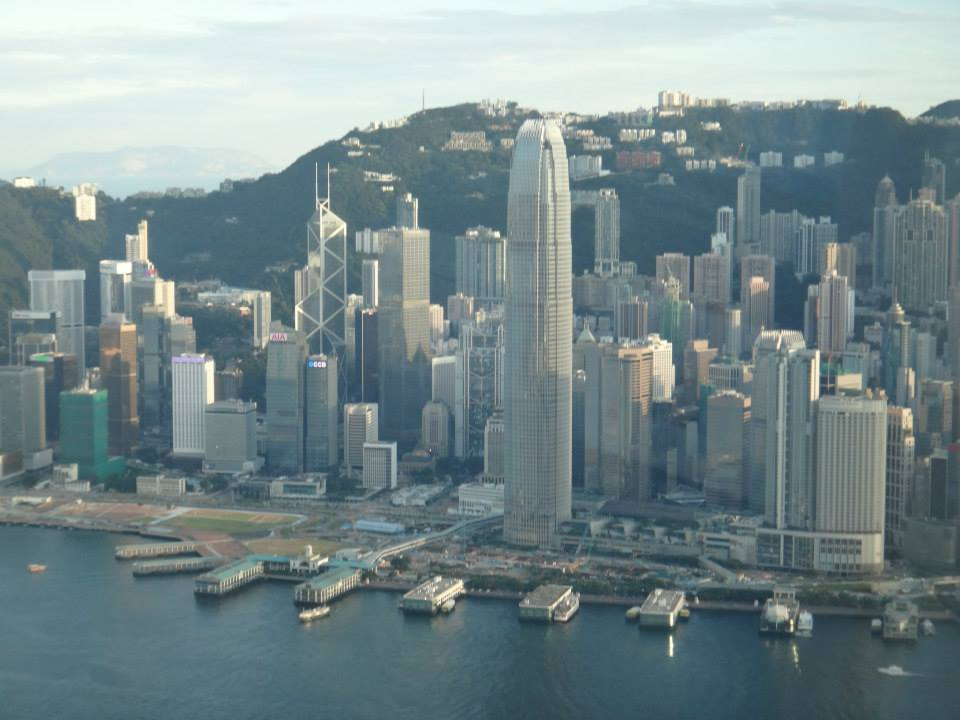
港外線碼頭連同左方的中環公眾碼頭和中環天星碼頭
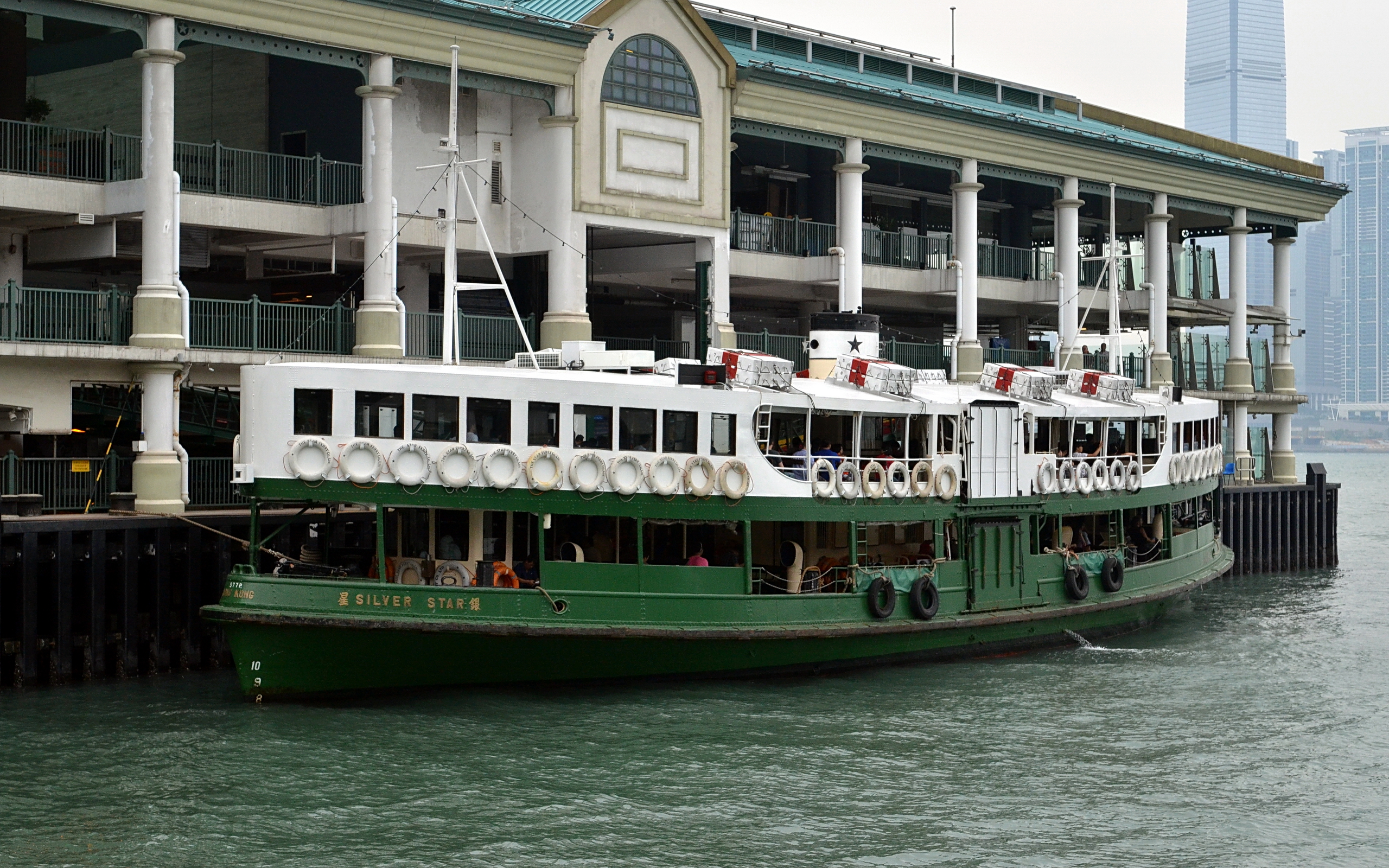
一艘天星小輪停靠於中環碼頭

### 主要交通幹道
- 夏慤道
- 干諾道中
- 金鐘道
- 皇后大道中
- 德輔道中
- 堅道
- 羅便臣道
- 龍和道

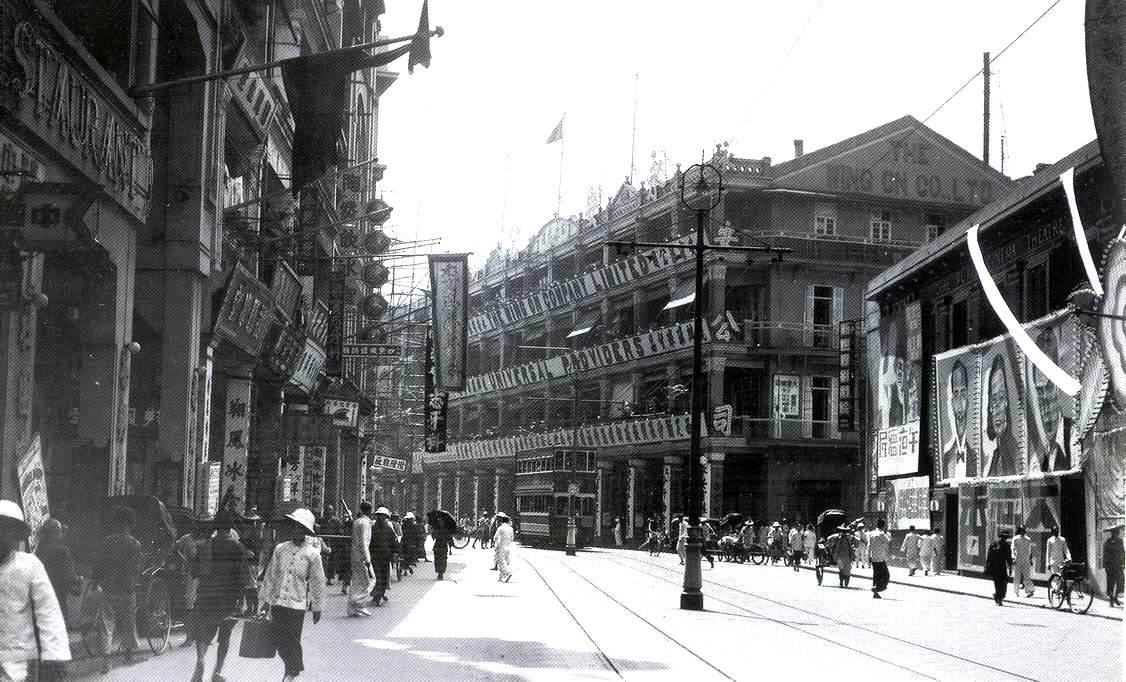
德輔道中（1920至30年代）
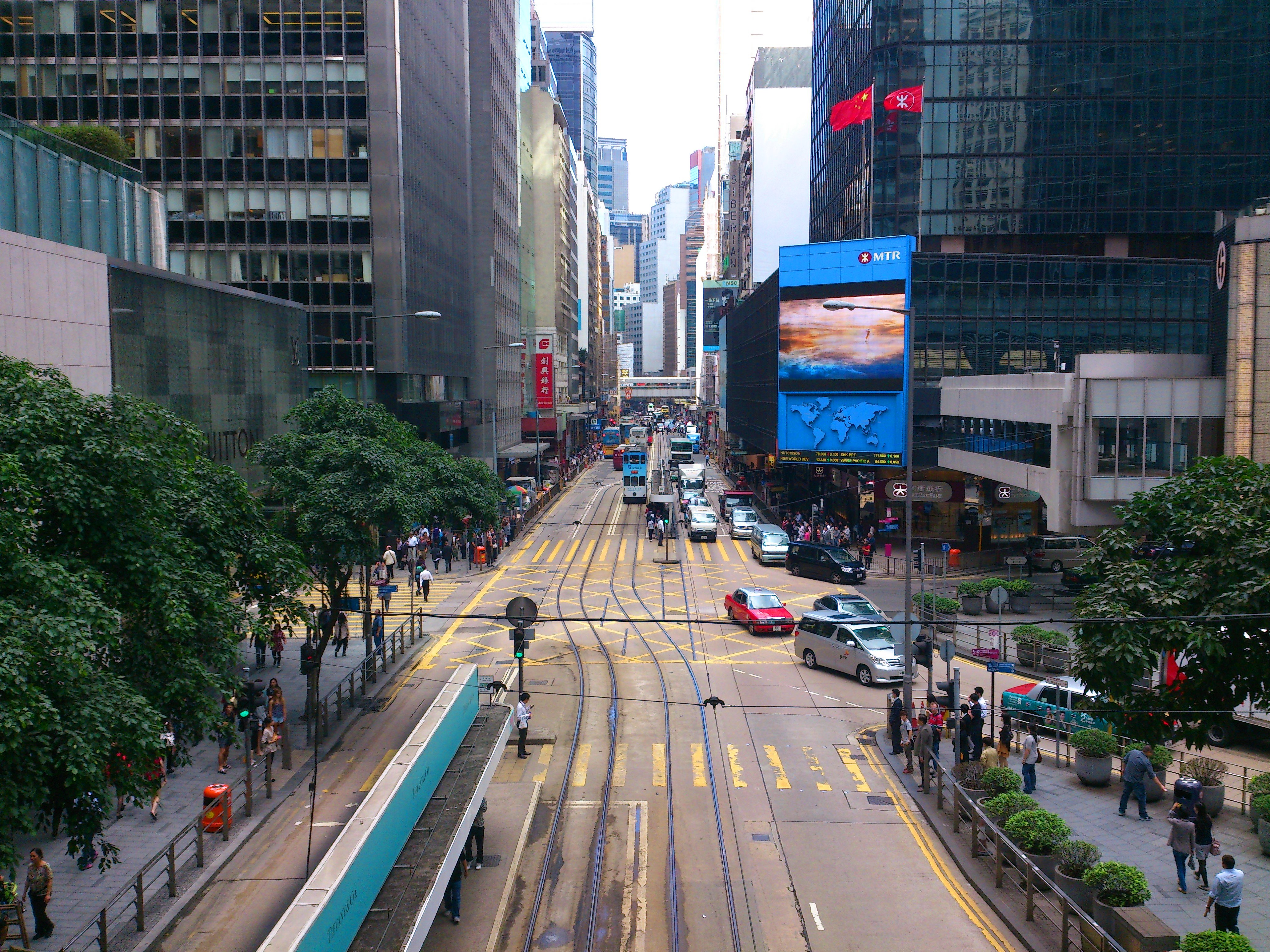
德輔道中近環球大廈
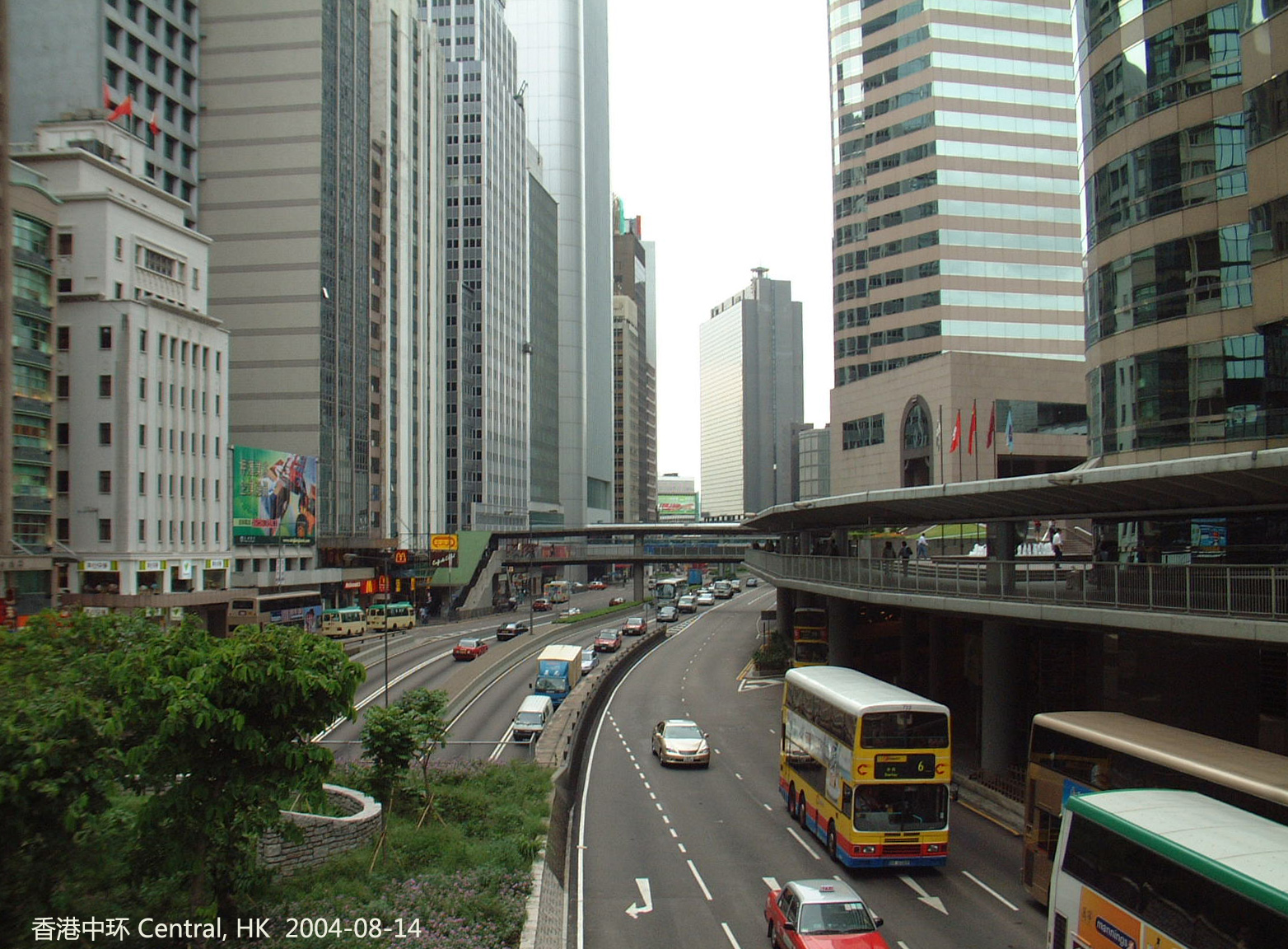
干諾道中近交易廣場

## 區議會議席分佈
由於中環海傍主要由辦公室及酒店組成，常住人口主要集中在威靈頓街以南範圍。為方便比較，以下列表會東至紅棉道，西至吉士笠街、租庇利街、香港四季酒店至中區政府碼頭、南至下亞厘畢道、雲咸街、荷李活道為範圍。
| 年度/範圍 | 2000-2003      | 2004-2007      | 2008-2011      | 2012-2015      | 2016-2019      | 2020-2023      |
| --------- | -------------- | -------------- | -------------- | -------------- | -------------- | -------------- |
| 中環全區  | 中環選區一部分 | 中環選區一部分 | 中環選區一部分 | 中環選區一部分 | 中環選區一部分 | 中環選區一部分 |

註：實際上中環選區亦包括鄰近的金鐘及添馬地區，以至鄰近上環港鐵站的上環商業區部分。以上範圍尚有其他細微分別，請參閱有關區議會選舉選區分界地圖。

## 參看
- 中西區
- 半山區
- 太平山
- 中區
- 上環
- 金鐘
- 讓愛與和平佔領中環

## 外部連結
- 香港中環區景點清單 （页面存档备份，存于）
- 香港自由行－中環篇（页面存档备份，存于）